# Van Buren (Arkansas)
Van Buren es una ciudad ubicada en el condado de Crawford en el estado estadounidense de Arkansas. En el Censo de 2010 tenía una población de 22791 habitantes y una densidad poblacional de 533,34 personas por km².

## Geografía
Van Buren se encuentra ubicada en las coordenadas 35°26′48″N 94°21′11″O / 35.44667, -94.35306. Según la Oficina del Censo de los Estados Unidos, Van Buren tiene una superficie total de 42.73 km², de la cual 40.03 km² corresponden a tierra firme y (6.33%) 2.71 km² es agua.

## Demografía
Según el censo de 2010, había 22791 personas residiendo en Van Buren. La densidad de población era de 533,34 hab./km². De los 22791 habitantes, Van Buren estaba compuesto por el 82.28% blancos, el 2.15% eran afroamericanos, el 2.36% eran amerindios, el 3.12% eran asiáticos, el 0.05% eran isleños del Pacífico, el 6.49% eran de otras razas y el 3.54% pertenecían a dos o más razas. Del total de la población el 11.64% eran hispanos o latinos de cualquier raza.